# Església del Nostre Senyor del Bon Fi
L'Església del Nostre Senyor del Bon Fi (en portuguès: Igreja de Nosso Senhor do Bonfim) és un temple catòlic que es troba al turó Sant, a la península d'Itapagipe, a Salvador, al Brasil.

## Monument de fe
Per als Bahians, l'Església del Bomfim és el major centre de la fè catòlica, i també d'aquelles que pel sincretisme, tenen el punt màxim de fe. Les imatges del nostre Senyor del Bonfim, i de la nostra Senyora de la Guia van venir de Portugal a l'estat de Bahia, a través del Capità de la marina portuguesa Theodozio Rodrigues de Faria, arribant el dia 18 d'abril de 1745, un diumenge de Pasqua essent portada a l'Església de la Penha, edificada a la punta de la península itapagipana, fins a 1754.

## Història
És una de les més tradicionals esglésies catòliques de la ciutat, dedicada al Senyor del Bonfim, patró dels bahians. Va ser a partir de 1745, any en què van arribar les imatges del Senyor Jesus del Bonfim i de La nostra Senyora de la Guia, portades de Portugal pel capità Teodósio Rodrigues de Faria, acabat el 1772. El 1923, per les commemoracions per la Independència de Bahia, va ser compost l'Himne al Senyor del Bonfim, del poeta Arthur de Salles i João Antônio Wanderley. Aquest himne és molt popular a Bahia.

## Festa da Lavagem
Tots els anys es realitza el Lavagem do Bonfim, a l'escalinata de l'església, on les bahianes renten amb aigua perfumada i molta festa els seus graons. Tot comença amb una processó des de l'Església de La nostra Senyora da Conceição da Praia, Patrona de Bahia, fins a l'església de Bom Fim. Una gran massa humana acompanya la festa.

## Cinta del bon fi

Diu la tradició que si lligues aquesta cinta al canell de la mà i li fas 3 nusos, pots demanar 3 desitjos que se't compliran quan et caigui la cinta de vella.